# معدات الجيش الإيطالي في الحرب العالمية الثانية
هذه الصفحة قوائم المعدات التي يستخدمها الجيش الملكي الإيطالي خلال الحرب العالمية الثانية.

## أسلحة المشاة
بيريتا ام 1934
بيريتا طراز 38 

## قذائف الهاون
تستخدم إيطاليا قذيفة هاون 45 ملم( نموذج بريكسيا 35) خفيفة ونوع متوسط من عيار 81 ملم (قذيفة هاون 81/14 طراز 35). وشملت كتائب المشاة من فصيلتين (1940-1942) من 9 قذائف هاون، وكتيبة مشاة شملت 6 قذائف هاون متوسطة.

## دبابات

### خفيفة
- كارو فيلوتشي 33
- كارو فيلوتشي 35

### متوسطة
- فيات L6/40